# Mazé-Milon
Mazé-Milon is een gemeente in het Franse departement Maine-et-Loire in de regio Pays de la Loire. De plaats maakt deel uit van het arrondissement Saumur. Mazé-Milon is op 1 januari 2016 ontstaan door de fusie van de gemeenten Fontaine-Milon en Mazé. De gemeente telde 5.770 inwoners op 1 januari 2022.

## Geografie
De oppervlakte van Mazé-Milon bedraagt 41,79 vierkante kilometer; de bevolkingsdichtheid was op 1 januari 2022 138,1 inwoners per km².

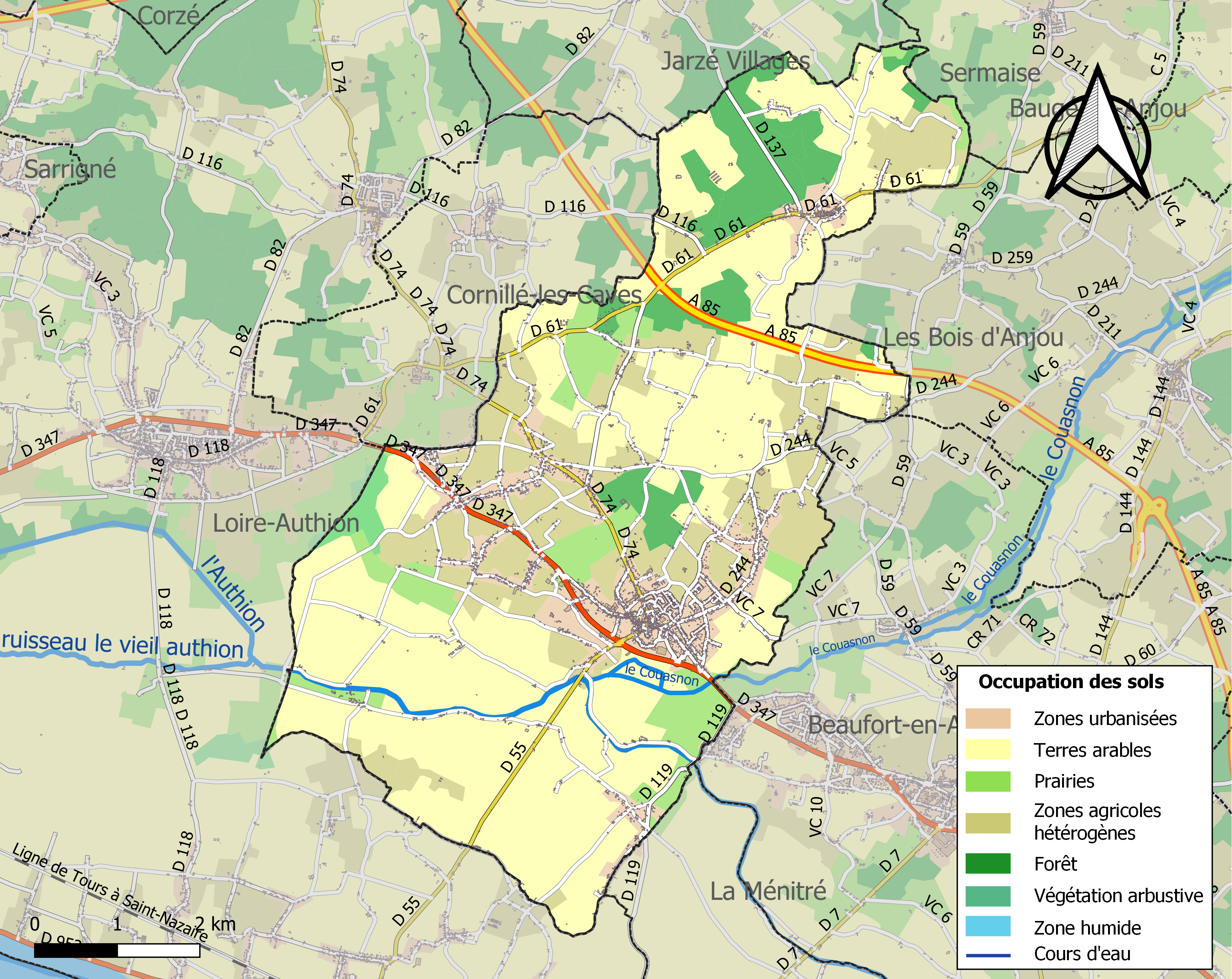
Kaart van de gemeente met de belangrijkste infrastructuur, bodemgebruik en omliggende gemeenten

Baugé-en-Anjou · Beaufort-en-Anjou · Les Bois d'Anjou · Mazé-Milon · Noyant-Villages · La Pellerine